# Coffea resinosa
Coffea resinosa är en måreväxtart som först beskrevs av Joseph Dalton Hooker, och fick sitt nu gällande namn av Ludwig Radlkofer. Coffea resinosa ingår i släktet Coffea och familjen måreväxter. Inga underarter finns listade i Catalogue of Life.